# Prezidentské volby v Íránu 2009

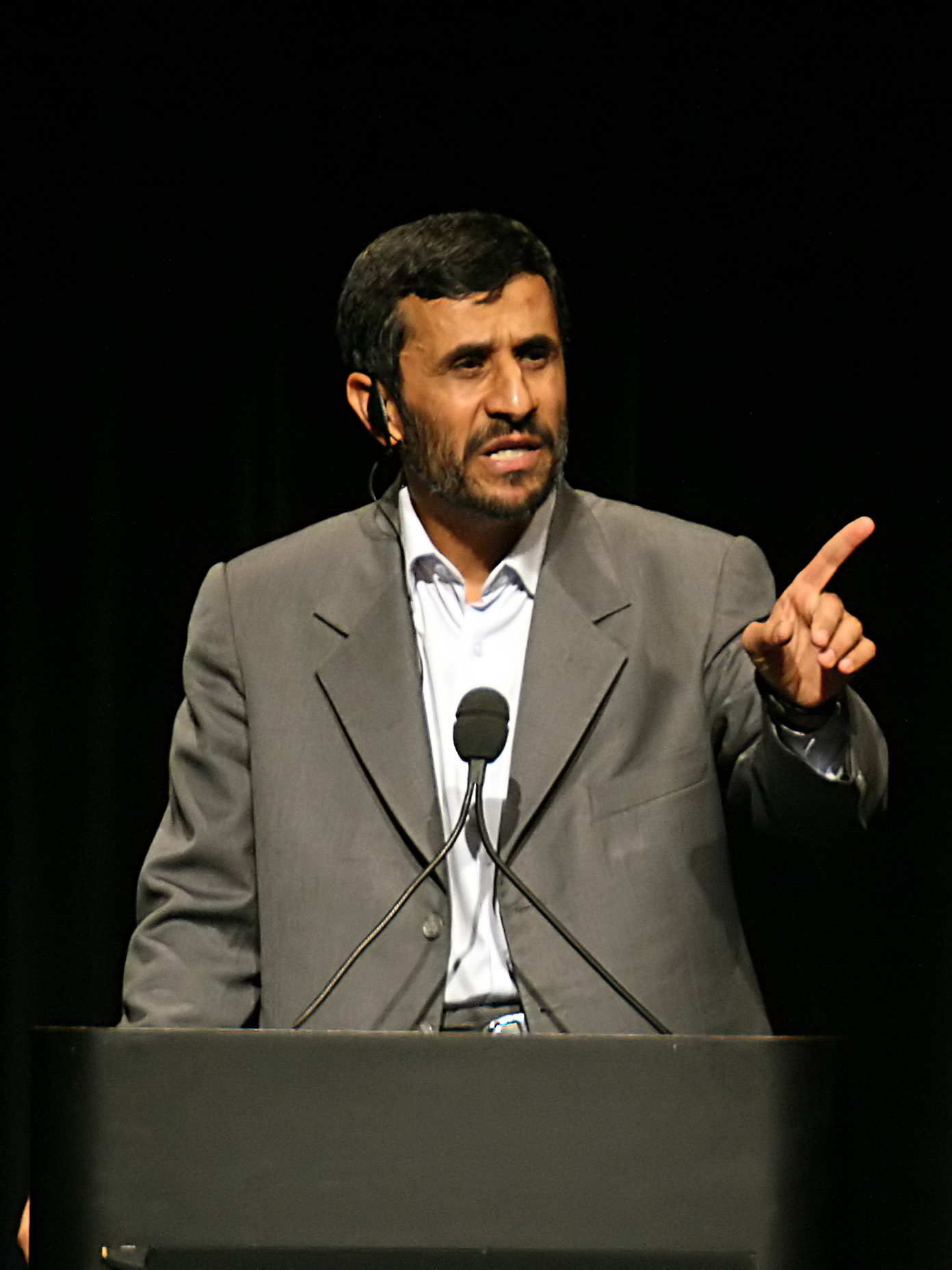
Mahmúd Ahmadínežád

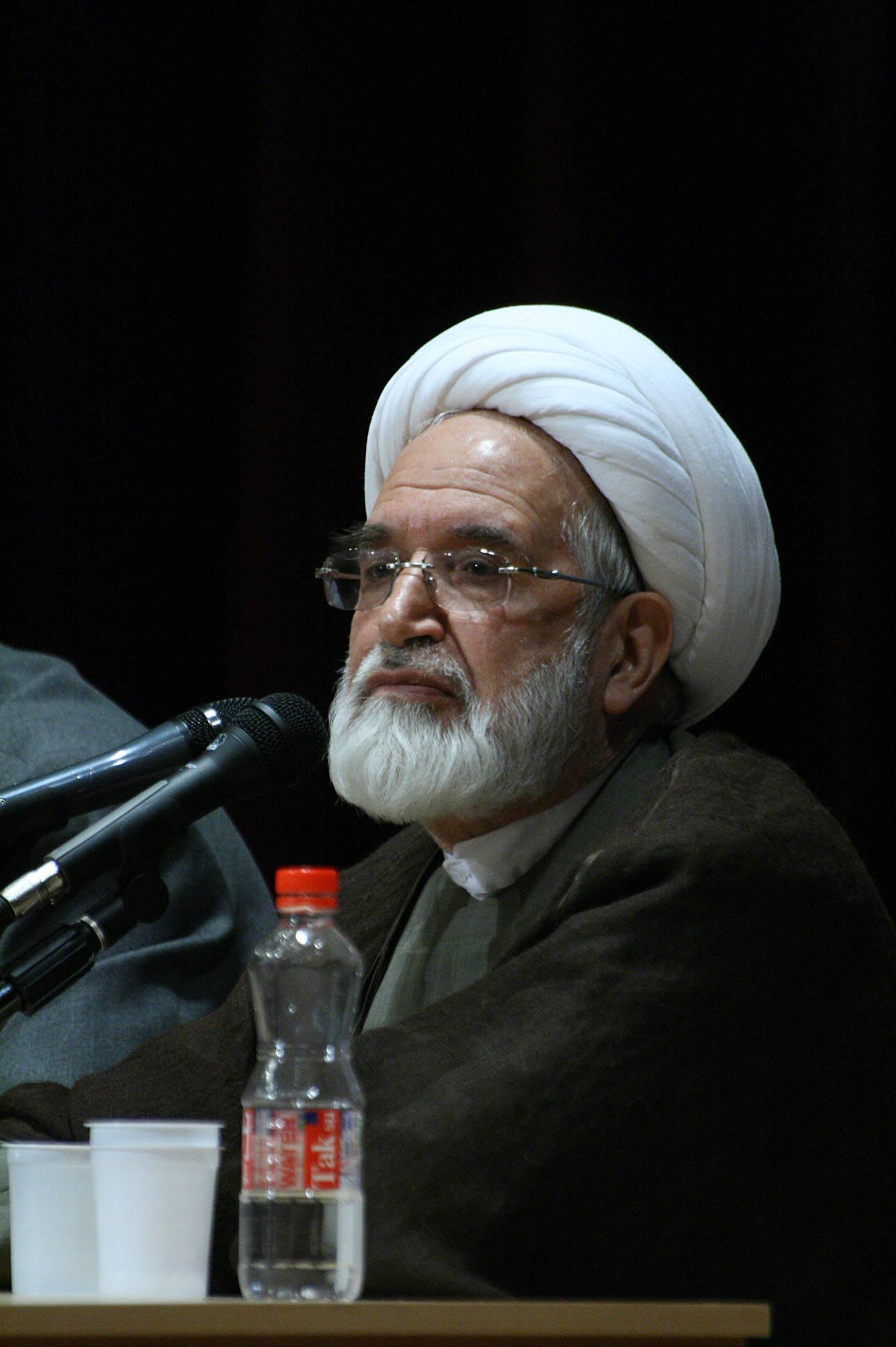
Mahdí Karrúbí

Prezidentské volby v Íránu se uskutečnily dne 12. června 2009, jednalo se o desátou volbu hlavy státu od roku 1980. Souboje se zúčastnili čtyři kandidáti. Za vítěze voleb byl již po prvním kole vyhlášen stávající prezident Mahmúd Ahmadínežád.

## Prezidentský úřad
Prezident je v Íránu nejvyšší volenou funkcí. V poměrně složitém vládním systému jsou však jeho pravomoci omezené a nezahrnují např. zahraniční nebo vojenskou politiku.

## Oznámené výsledky voleb
|    | Kandidát           | Počet hlasů | %      |
| -- | ------------------ | ----------- | ------ |
| 1. | Mahmúd Ahmadínežád | 24 527 516  | 62,63  |
| 2. | Mír Hosejn Músáví  | 13 216 411  | 33,75  |
| 3. | Mohsen Rezáí       | 678 240     | 1,73   |
| 4. | Mahdí Karrúbí      | 333 635     | 0,85   |
|    | Neplatné hlasy     | 409 389     |        |
|    | Celkem             | 39 165 191  | 100,00 |

## Zpochybnění voleb
Poražený kandidát Mír Hosejn Músáví podal v neděli 14. června 2009 odvolání proti oznámeným výsledkům prezidentských voleb a požadoval, aby jejich výsledky byly zcela anulovány. Na protesty proti regulérnosti voleb reagoval 19. června íránský duchovní vůdce ajatolláh Alí Chameneí, který při projevu z Teheránské univerzity vyloučil možnost jakékoliv manipulace s hlasy voličů a vyzval Íránce ke klidu a smíru.

## Ověření počtu hlasů
Nejvyšší íránský zákonodárný orgán - dvanáctičlenná Rada dohlížitelů odmítla dne 16. června 2009 anulovat výsledky prezidentských voleb. Oznámila dále, že je připravena přepočítat hlasy ve sporných volebních okrscích. V případě zjištěných nedostatků může, podle vyjádření Rady, dojít ke změně v počtu hlasů obdržených jednotlivými kandidáty.
V pátek 25. června 2009 oznámila Rada dohlížitelů, že po provedeném přepočtení části hlasů neobjevila žádné nesrovnalosti. Prezidentské volby tudíž označila za regulérní.

## Protestní akce
Stoupenci Mír Hosejna Músávího a Mahdí Karrúbího zahájili již 13. června sérii demonstrací v ulicích íránských měst na nichž protestovali proti oznámeným výsledkům voleb. Během protestů v Teheránu bylo 15. června zabito 7 demonstrantů. Jejich smrt si 17. června připomnělo v protestním průvodu asi 100 tisíc lidí. V průběhu další demonstrace bylo 20. června v Teheránu při střetu demonstrantů s pořádkovými jednotkami údajně zabito 10 lidí.